# Mesogastrio

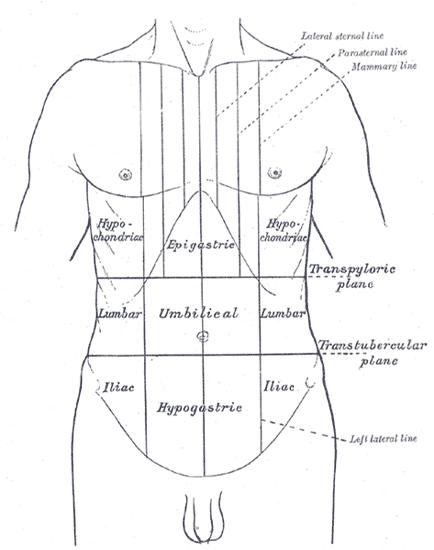
Suddivisione dell'addome in nove regioni. Il mesogastrio è la parte nominata umbilical.

Il mesogastrio è il più centrale dei quadranti e regioni addominali, racchiuso ai lati dai due fianchi, destro e sinistro. È sovente indicato anche come "regione ombelicale".
Viene delimitato lateralmente dalle due linee emiclaveari, che passano cioè dalla metà della clavicola perpendicolarmente al suolo. In senso verticale è definito invece nella parte superiore dalla linea sottocostale, che corre parallela al suolo unendo gli apici delle decime coste, e nella parte inferiore dalla linea bis-iliaca, che corre fra le due spine iliache anteriori superiori. Tale quadrante, al suo interno ricomprende la matassa ileale, il Pancreas, la cicatrice ombelicale, l'arteria aorta sotto-iuxtarenale. 
Per la sua conformazione, un dolore all'area mesogastrica è significativo di un problema della parete addominale o dell'intestino primitivo intermedio (digiuno, ileo, colon trasverso), quali ernie o infarti; ma anche del pancreas, o del tratto addominale dell'aorta (sovente un aneurisma in fase di rottura).
Con tale termine viene indicata anche la piega del mesentere che avvolge lo stomaco e lo unisce con la parete addominale posteriore.